# Clifford Carr
Clifford Carr (Connecticut, 14 de febrero de 1902-Ciudad de México, 20 de noviembre de 1947) fue un actor estadounidense. 

## Biografía
Clifford Carr nació el 14 de febrero de 1902 en Connecticut, Estados Unidos. Desde joven se trasladó a México, donde inició una carrera actoral apareciendo en las grandes producciones de esos años. Se lo recuerda sobre todo por su participación en los clásicos Los tres García y Vuelven los García.

## Muerte
Murió a la edad de 45 años un 20 de noviembre de 1947, debido a una insuficiencia cardíaca. Fue enterrado en el Panteón Jardín, ubicado en Ciudad de México.

## Filmografía
- Hijos de la mala vida 1949
- El inspector Víctor contra Arsenio Lupin 1948
- Casanova aventurero 1948
- Pito Pérez se va de bracero 1947
- Los tres García  (Mr. John Smith) 1947
- ¡Vuelven los García!
- Mr. Johnny James (acreditado como Cliff Carr) 1947
- Cinco rostros de mujer (acreditado como Cliff Carr) 1946
- Guadalajara pues 1946
- Campeón sin corona (Mr. Carr, mánager de Ronda) (sin aparecer en los créditos) 1946
- El socio (Cliff Carr) 1946
- Sinfonía de una vida 1946
- Una mujer de Oriente 1945
- Escuadrón 201 (Johnny) 1945
- Memorias de una vampiresa 1944
- El mexicano 1944
- Nana (Steiner) 1943
- Konga Roja 1943
- Espionaje en el golfo 1943
- Adiós mi chaparrita (Mr. Clark) 1942
- El verdugo de Sevilla 1942
- Simón Bolívar (Sin aparecer en los créditos) 1941
- La liga de las canciones 1941
- Rancho Alegre 1940
- Mala yerba (Ingeniero John) 1939
- Juntos, pero no revueltos (Mr. Kimball) 1938
- La golondrina (Mr. Tracy) (acreditado como Cliff Carr) 1938
- El rosario de Amozoc (Turista alemán) 1938
- Padre de más de cuatro (William)1938
- Los millones de Chaflán (Magnate) 1938
- Nobleza ranchera (Gringo) 1937
- La gran cruz (Jack) 1936
- Así es la mujer 1936
- Allá en el Rancho Grande (Pete - el Gringo) (sin acreditar) 1936
- Marihuana (Director de hotel) (sin acreditar) 1935
- El rayo de Sinaloa (1935)